# Caradjia sericea
Caradjia sericea là một loài bướm đêm trong họ Noctuidae.